# Battaglia di Pavia (1525)
La battaglia di Pavia fu combattuta il 24 febbraio 1525 durante la guerra d'Italia del 1521-1526 tra l'esercito francese guidato personalmente dal re Francesco I e l'armata imperiale di Carlo V, costituita principalmente da 12000 lanzichenecchi tedeschi e da 5000 soldati dei tercio spagnoli, guidata sul campo dal capitano fiammingo Carlo di Lannoy, dal condottiero italiano Fernando Francesco d'Avalos, e dal rinnegato francese Carlo di Borbone. La battaglia si concluse con la netta vittoria dell'esercito dell'imperatore Carlo V; lo stesso re Francesco I, dopo essere caduto da cavallo, fu fatto prigioniero dagli imperiali.
La battaglia segnò un momento decisivo delle guerre per il predominio in Italia e affermò la temporanea supremazia di Carlo V. Dal punto di vista della storia militare la battaglia è importante perché dimostrò la schiacciante superiorità della fanteria imperiale e soprattutto delle sue formazioni di picchieri e archibugieri spagnoli (tercios) e tedeschi (Doppelsöldner) che distrussero con il fuoco delle loro armi la famosa cavalleria pesante francese.
La battaglia di Pavia segnò anche un momento di passaggio nelle strategie militari, che saranno d'ora in poi caratterizzate dal largo utilizzo delle armi da fuoco, nonché di importante mutamento nella composizione delle truppe, una sorta di Rinascimento Militare che prevedeva ora una distribuzione più omogenea della fanteria, della cavalleria come dell'artiglieria, visibile contemporaneamente nelle armate francesi e in quelle Imperiali.
E se, durante il Medioevo, la cavalleria pesante aveva costituito l'ossatura degli eserciti, tra il XIII e il XVI secolo, questa disposizione cambiò sensibilmente.
Durante le guerre d'Italia nel primo ventennio del XVI secolo, ci fu una vera e propria evoluzione dell'arte bellica rinascimentale, che coinvolse non solo le tattiche di cavalleria, bensì anche le nuove strategie adoperate dalla fanteria di picchieri svizzeri, che ora si trovavano a fronteggiare la nuova minaccia dei pezzi d'artiglieria.
Infatti l'uso delle bombarde, ora montate su affusti e ruote, diventava possibile anche nelle battaglie campali e non solo negli assedi, e le armi da fuoco individuali, gli archibugi, venivano usati da archibugieri professionisti, che, organizzati in reparti autonomi, avevano un ruolo indipendente sul campo di battaglia da quello degli altri reparti.

## L'inizio delle ostilità e l'assedio di Pavia
A seguito della sconfitta delle truppe imperiali di Carlo V in Provenza nel 1523, il re di Francia, Francesco I, voleva sfruttare il vantaggio per tentare di riprendersi Milano, perduta nel 1521 quando gli spagnoli avevano insediato Francesco II Sforza. Alla fine di ottobre del 1524, Milano cadde in mano dei Francesi; gli imperiali, troppo inferiori di numero, si ritirarono a Lodi, lasciando però una guarnigione di circa 6000 uomini a Pavia agli ordini di Antonio di Leyva. L'antica capitale dei Longobardi era la seconda città del Ducato e occupava una importante posizione strategica. Tuttavia, la situazione in città non era delle migliori, le mura erano state pesantemente danneggiate nel precedente assedio del 1522, le munizioni scarseggiavano e la popolazione era reduce da un'epidemia. Nonostante ciò, Antonio de Leyva si attivò per rinforzare le difese di Pavia: le torri medievali della cinta urbana furono riempite di terra e rottami e rese così più resistenti ai colpi dell'artiglieria avversaria, furono rafforzate le mura con terrapieni, scavati fossati e, grazie all'aiuto di alcuni aristocratici locali, come Matteo Beccaria, furono mobilitati circa 10000 abitanti, in parte destinati a rafforzamento delle difese e in parte destinati a sostenere in combattimento la guarnigione imperiale.

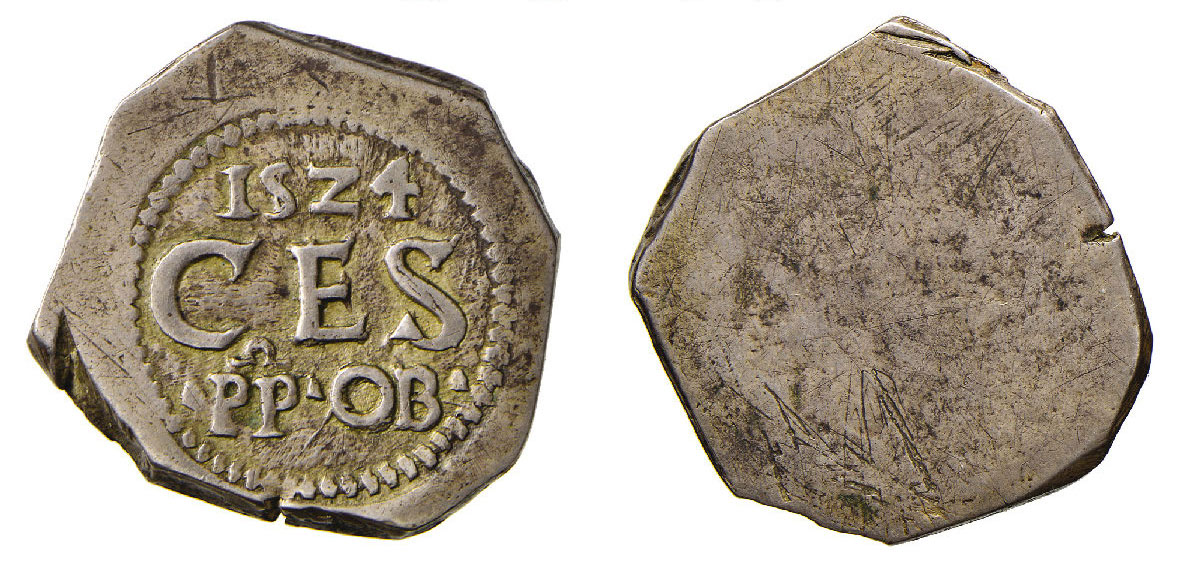
Zecca di Pavia, testone fatto coniare da Antonio De Leyva per pagare la guarnigione imperiale di Pavia.

Le difese della città resistettero ai primi assalti dei francesi che furono costretti a organizzare un vero e proprio assedio alla città a partire dal 27 ottobre 1524. Il grosso delle truppe di Francesco I (tra le quali anche i lanzichenecchi della banda nera) si dispose nella zona a ovest della città, nei pressi di San Lanfranco (dove prese alloggio Francesco I) e della basilica di San Salvatore, mentre le fanterie mercenarie svizzere e nuclei di cavalieri si acquartierarono a est di Pavia, tra il monastero di San Giacomo della Vernavola, quello di Santo Spirito e Gallo, di San Pietro in Verzolo e la chiesa di San Lazzaro e Galeazzo Sanseverino, con gran parte della cavalleria pesante, occupò il castello di Mirabello e il parco Visconteo a nord della città. Durante l'assedio, i numerosi borghi e monasteri presenti fuori dalle mura della città furono saccheggiati e occupati dai soldati del re di Francia tanto che, ancora fino agli anni '40 del XVI secolo, i documenti fanno menzione di case o mulini incendiati e distrutti dagli uomini di Francesco I. Il 28 ottobre, Anne de Montmorency e il marchese di Saluzzo Michele Antonio, fecero gettare un ponte di barche sul Ticino e occuparono i sobborghi di Pavia posti oltre il ponte Coperto a sud della città. Durante queste operazioni le artiglierie francesi distrussero la torre del Catenone, che, posta al centro del Ticino e presidiata da alcuni archibugieri spagnoli, difendeva l'accesso alla darsena ducale. Per non permettere ai francesi di penetrare in città attraverso il ponte, Antonio de Leyva fece fortificare il ponte e ordinò che fosse demolita una sua arcata. Tra il 6 e l'8 novembre i francesi bombardarono pesantemente le mura orientali e occidentali di Pavia, aprendo larghe brecce. Cessato il tiro d'artiglieria, assaltarono le mura sia a ovest sia a est, tuttavia, penetrati in città si trovarono davanti i terrapieni e i fossati fatti predisporre dal de Leyva alle spalle della cinta urbana, e dopo un furioso combattimento furono respinti con gravi perdite dai lanzichenecchi imperiali. Vista l'impossibilità di prendere Pavia mediante un assalto, per non consumare ulteriormente le riserve di polvere da sparo, Francesco I ordinò ai suoi ingegneri di deviare il Ticino nel letto del Gravellone (un ramo del fiume che corre a sud della città), in modo da poter penetrare in città attraverso la parte più debole della cinta muraria, quella affacciata sul fiume. Gli uomini di Francesco I lavorarono duramente per creare una diga a nord di Pavia, ma quando la struttura era quasi ultimata, nel mese di dicembre, una forte piena del Ticino la spazzò via. Fallita l'operazione, i francesi ricominciarono ad effettuare sporadici bombardamenti contro le mura della città, con scarsi risultati, ma il vero avversario dell'esercito francese era oramai la stagione, le frequenti piogge, l'umidità e poi la neve, causarono parecchie perdite agli uomini di Francesco I, ormai accampati da mesi intorno a Pavia. Tuttavia, anche in città la situazione cominciava a diventare preoccupante: le riserve di vettovaglie cominciavano ad esaurirsi e, soprattutto, scarseggiava il denaro per pagare gli stipendi dei lanzichenecchi. Per risolvere il problema, l'instancabile De Leyva fece riaprire la zecca, requisì oro e argento agli enti ecclesiastici urbani, all'università e ai cittadini più abbienti, arrivando perfino a donare la propria argenteria e i propri gioielli, e fece coniare monete ossidionali per pagare i soldati. La situazione rimase in stallo fino all'arrivo, all'inizio di febbraio del 1525, di circa 22000 uomini agli ordini di Carlo di Lannoy, viceré di Napoli, di Carlo di Borbone e di Fernando Francesco d'Avalos, marchese di Pescara che vennero in aiuto degli assediati. L'esercito si accampò nella zona est di Pavia di fronte alle truppe francesi (che nel frattempo si erano riposizionate lungo le mura orientali del parco Visconteo e avevano eretto un terrapieno lungo la riva destra della Vernavola, dal parco fino al Ticino) e per tre settimane i due eserciti si fronteggiarono trincerati nel Parco Visconteo dove ora si trova Parco della Vernavola.

## Svolgimento della battaglia

### Prima fase della battaglia

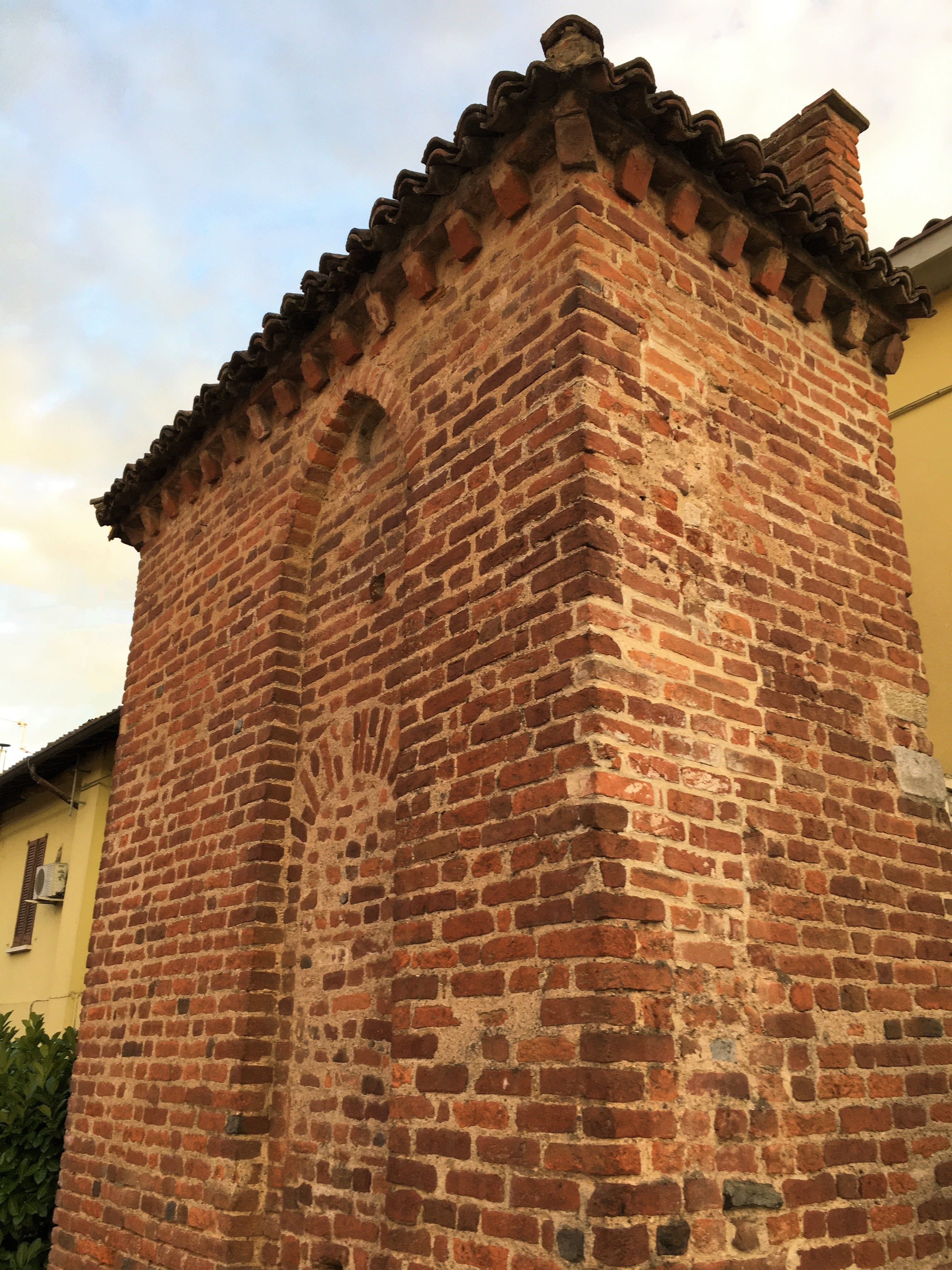
Resti della porta del parco Visconteo presso la quale furono praticate dagli uomini di Carlo V le brecce la notte tra il 23 e il 24 febbraio del 1525, San Genesio ed Uniti.

La notte fra il 23 e il 24 febbraio, parte dell'esercito spagnolo passa all'azione, guidato dal Conestabile francese Carlo di Bourbon che si era distinto al fianco di Francesco I in occasione della battaglia di Marignano nel 1515, ma che in seguito era passato in campo avverso. I guastatori imperiali, al comando di Galzerano Scala, nascosti dalla nebbia, aprirono tre brecce nella cinta del Parco presso la località Due Porte di San Genesio, e sorpresero inizialmente le linee francesi, tanto che 3000 archibugeri tedeschi e spagnoli, guidati dal marchese del Vasto, presero il castello di Mirabello, dove catturarono numerosi nemici. A Mirabello lo schieramento imperiale si allineò per la battaglia: a destra si schierarono gli spagnoli, a sinistra due quadrati di lanzichenecchi, insieme all'artiglieria, mentre alla testa dell'esercito vi era la cavalleria, divisa a sua volta in tre schiere: l'avanguardia guidata da Carlo di Lannoy, la cavalleria pesante tedesca agli ordini di Carlo di Borbone e di Nicola von Salm e quella spagnola sotto Hernando de Alarcón.

### Seconda fase della battaglia

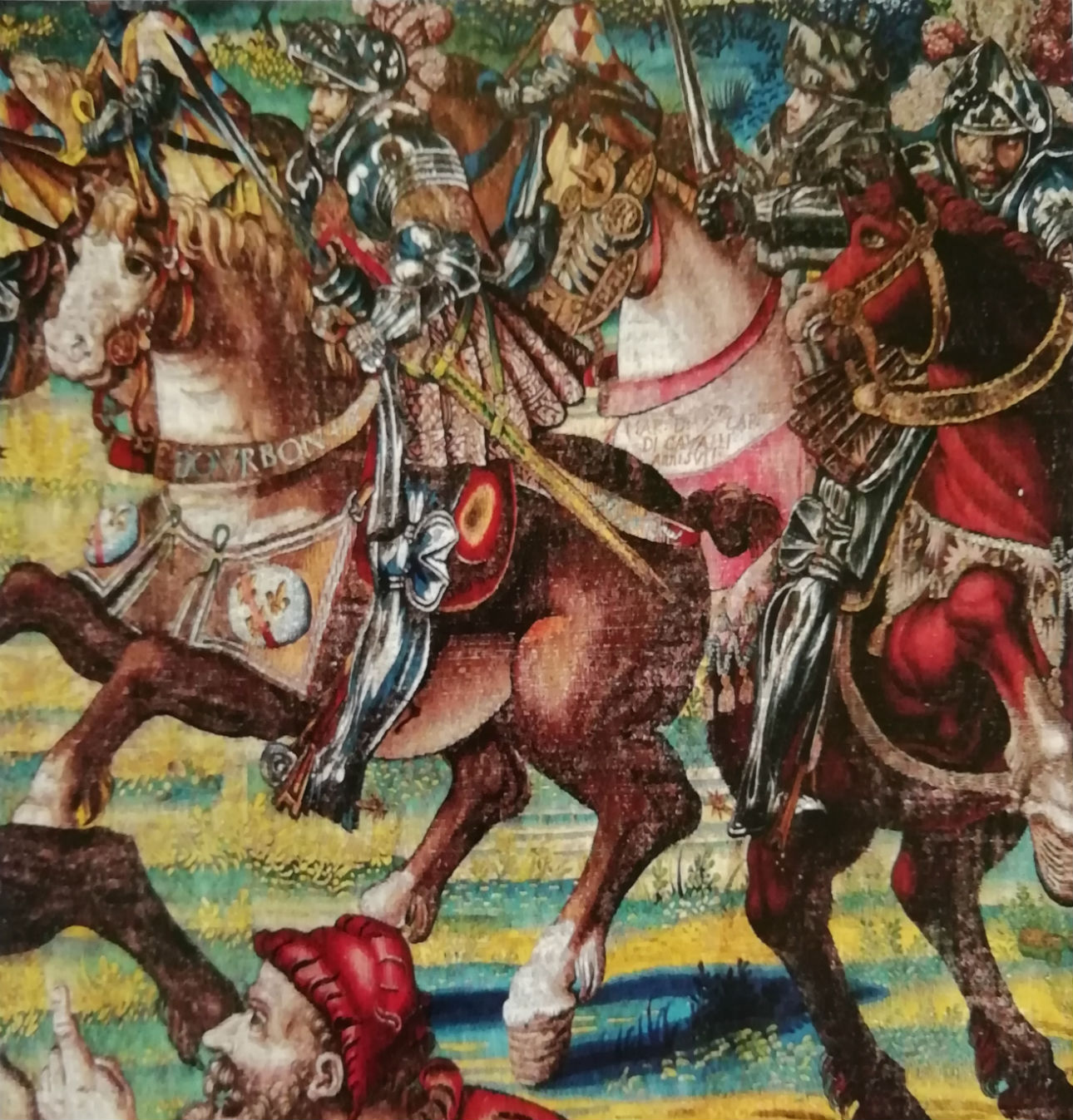
Carlo di Borbone. Arazzo, Museo Nazionale di Capodimonte.

Francesco I e i capi francesi furono sorpresi dall'inattesa azione nemica, ma reagirono rapidamente e schierarono il loro esercito per la battaglia; dopo aver lasciato negli accampamenti e contro la città 6000 soldati, tra cui le cosiddette "bande nere" italiane (mentre altri fanti francesi e Italiani agli ordini del conte di Clermont rimasero a ovest e a sud della città), il re prese il comando della sua famosa cavalleria pesante e si diresse sull'ala sinistra per affrontare direttamente la cavalleria imperiale. Una parte dei picchieri svizzeri e i mercenari tedeschi presero posizione al centro a sud del castello di Mirabello; il grosso della fanteria svizzera venne in un primo momento lasciato in seconda linea raggruppato in formazione serrata; sull'ala destra i francesi misero rapidamente in azione la loro potente artiglieria, mentre verso Pavia fu lasciata una riserva di circa 400 cavalieri pesanti al comando di Carlo IV d'Alençon e, più lontano, nei monasteri e nelle chiese a sud-est della città e lungo la Vernavola, si trovavano ancora alcune migliaia di fanti svizzeri che si stavano preparando per la battaglia..
Al comando del famoso Galiot de Genouillac, i cannoni francesi aprirono il fuoco con grande efficacia contro i quadrati dei picchieri lanzichenecchi che subirono pesanti perdite; le fonti riferiscono particolari macabri sul micidiale effetto del tiro dell'artiglieria sulle dense file dei mercenari lanzichenecchi. Mentre sui fanti tedeschi si abbatteva il bombardamento,che li obbligava a trovare riparo nell'avvallamento formato dell'alveo della Vernavola, impedendogli ogni avanzata, la cavalleria leggera francese con un'abile mossa riuscì a mettere fuori uso l'artiglieria spagnola che si stava ancora schierando sul campo. A questo punto Francesco I compì l'errore di disperdere le sue forze.

### Terza fase della battaglia

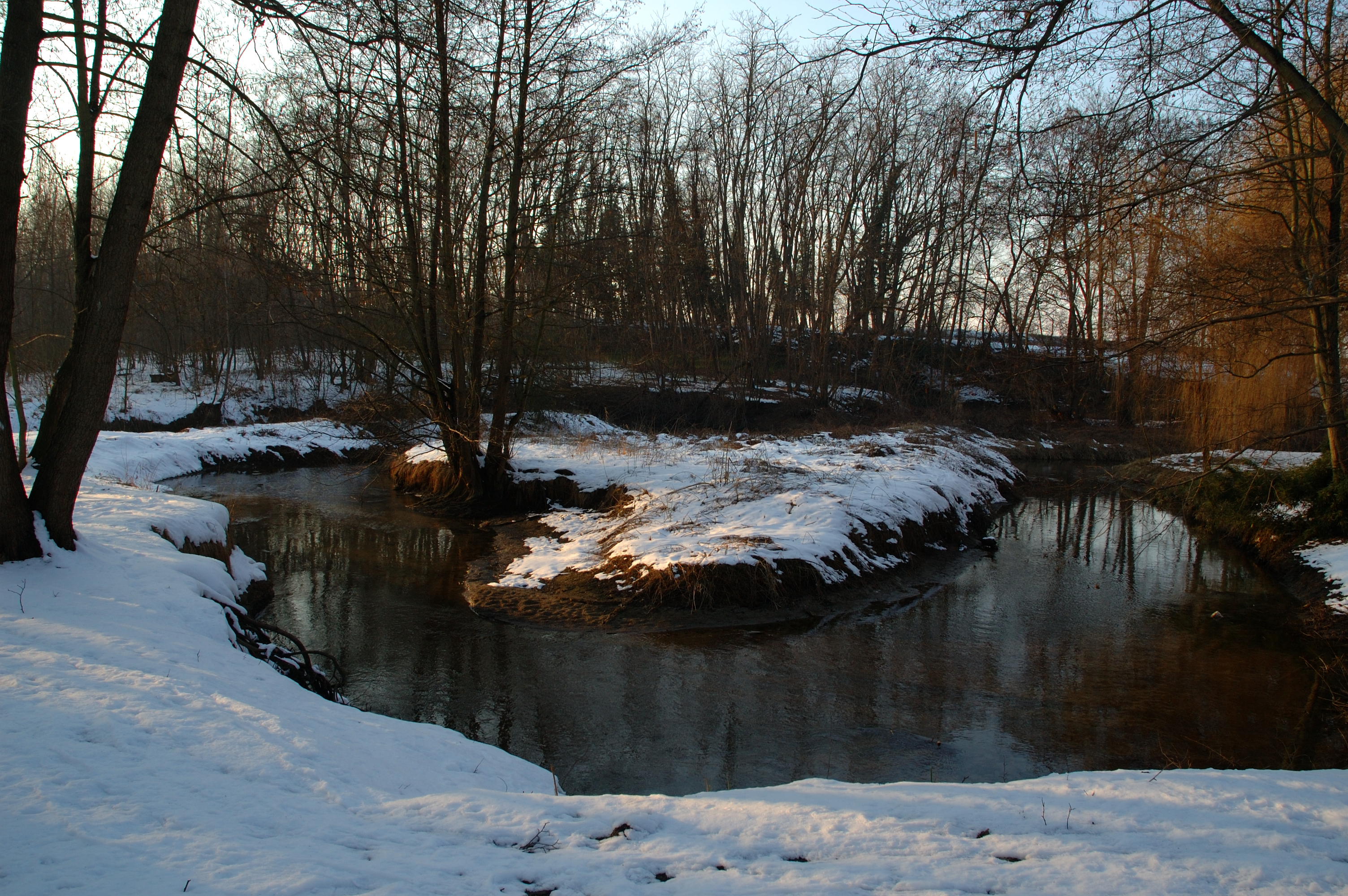
Parco della Vernavola, lungo queste rive, coperti dalla boscaglia, gli archibugeri spagnoli decimarono la cavalleria francese.

Sul far dell'alba, nonostante la fitta nebbia, lanciò la propria cavalleria pesante contro la cavalleria imperiale disposta alla sinistra dello schieramento. Probabilmente Francesco I credeva che la fanteria nemica, ormai scompigliate dalle sue artiglierie, in breve tempo sarebbe stata spazzata via dai suoi mercenari svizzeri e tedeschi, che nel frattempo avevano anche respinto un attacco della cavalleria leggera spagnola e voleva quindi ora, come a Marignano, assicurarsi il merito principale della vittoria. Il re francese, secondo schemi puramente medievali, si pose davanti ai suoi cavalieri e cercò di vincere la battaglia con onore e gloria.
In realtà lo stesso Francesco I con tutta la cavalleria pesante passò davanti alla propria artiglieria impedendole così di aprire il fuoco sulle formazioni imperiali. La cavalleria francese si abbatté contro l'avanguardia di quella imperiale, che fu battuta e dispersa, lo stesso Francesco I nel combattimento uccise Ferrante Castriota, marchese di Civita Castellana. Ormai sicuro della vittoria, il re francese ordinò ai suoi cavalieri di fermarsi e per riprendere fiato e, pare, rivolgendosi a Thomas de Foix-Lescun, che cavalcava a suo fianco, disse che ormai era il "signore di Milano", tuttavia, nonostante un iniziale successo, si espose al contrattacco del nemico. La situazione degli imperiali era a questo punto abbastanza critica: il loro fronte era immobilizzato dalla numerosa artiglieria francese e dai fanti svizzeri e tedeschi del re di Francia e minacciato sul fianco dalla cavalleria nemica, che poteva essere rafforzata dalla riserva di 400 cavalieri pesanti agli ordini di Carlo IV di Alençon che non avevano ancora partecipato ai combattimenti. Ferdinando d'Avalos, osservando che la cavalleria francese si era spinta molto in avanti e aveva perso ogni contatto con la propria fanteria, fece muovere 1500 archibugieri spagnoli che si schierarono al riparo di un bosco lungo la riva sinistra della Vernavola e aprirono il fuoco sul fianco destro della cavalleria pesante francese con effetti devastanti. Gli archibugieri spagnoli erano organizzati secondo il famoso sistema del Tercio. Quelli tedeschi, che anche presero parte alla raffica di fuoco, costituivano parte della prima linea dei lanzichenecchi ed erano, per tale ragione, pagati il doppio rispetto ai normali mercenari. I cavalieri francesi subirono perdite elevatissime; i superstiti vennero attaccati dalla cavalleria leggera imperiale mentre la fanteria si avvicinava per completare la vittoria.

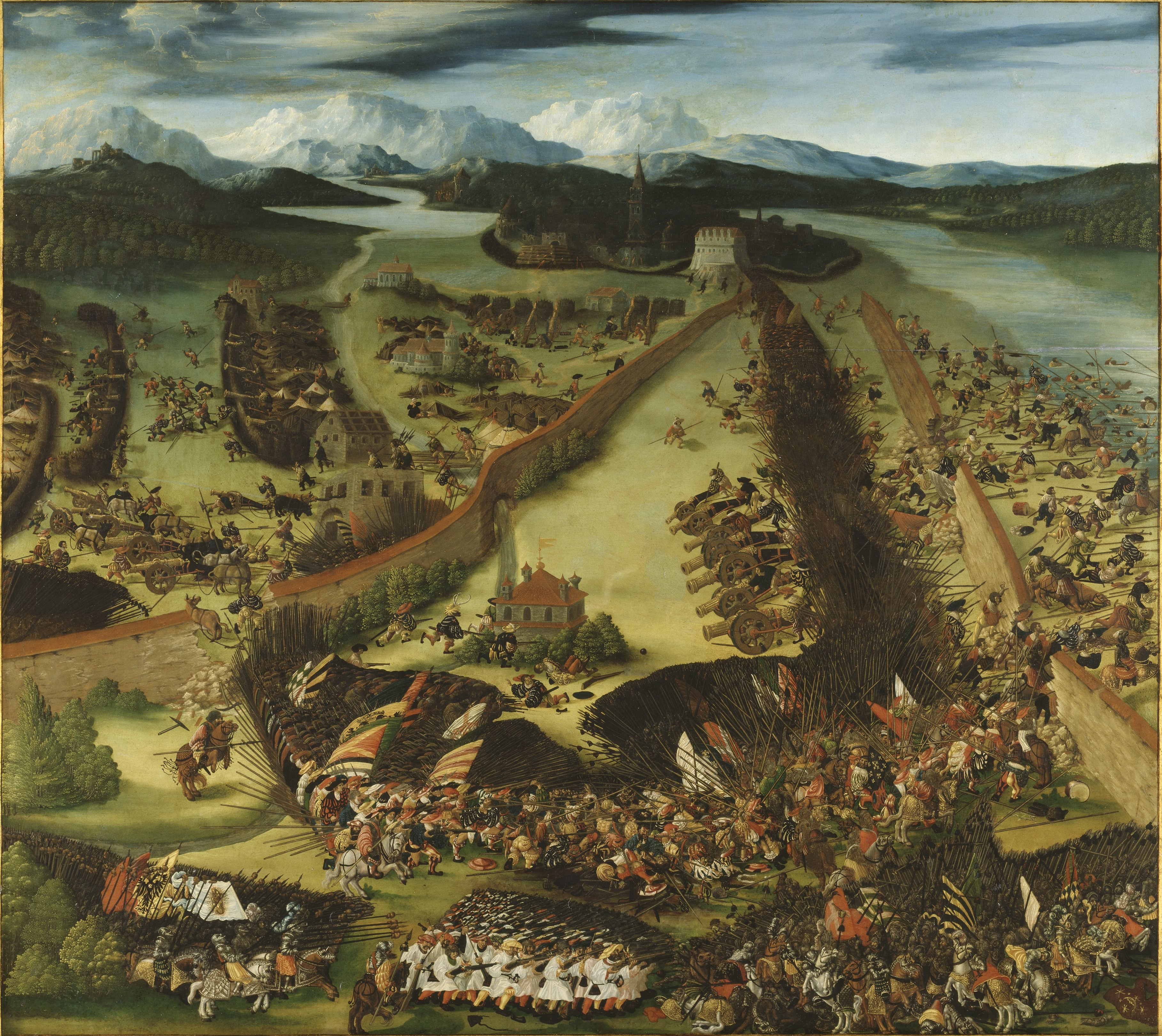
La battaglia di Pavia, Ruprecht Heller, Nationalmuseum Stoccolma.

La cavalleria pesante francese venne distrutta; i cavalieri rimasti appiedati vennero annientati all'arma bianca dalla fanteria con colpi di pugnale al collo, nella giunzione tra elmo e corazza, o attraverso le piccole fessure della celata dell'elmo. Gli archibugieri, invece, impiegarono le loro armi da fuoco colpendo a distanza ravvicinata, in molti casi facendo partire il colpo direttamente dentro l'armatura dei cavalieri dopo aver sistemato l'archibugio attraverso la cotta. I principali comandanti del re Francesco I caddero in questa fase della battaglia; Louis de la Trémoille venne ucciso da un colpo ravvicinato di archibugio, lo stesso Guillaume Gouffier de Bonnivet e Galeazzo Sanseverino, mentre La Palice morì per ferite da pugnale.

### Fase finale della battaglia

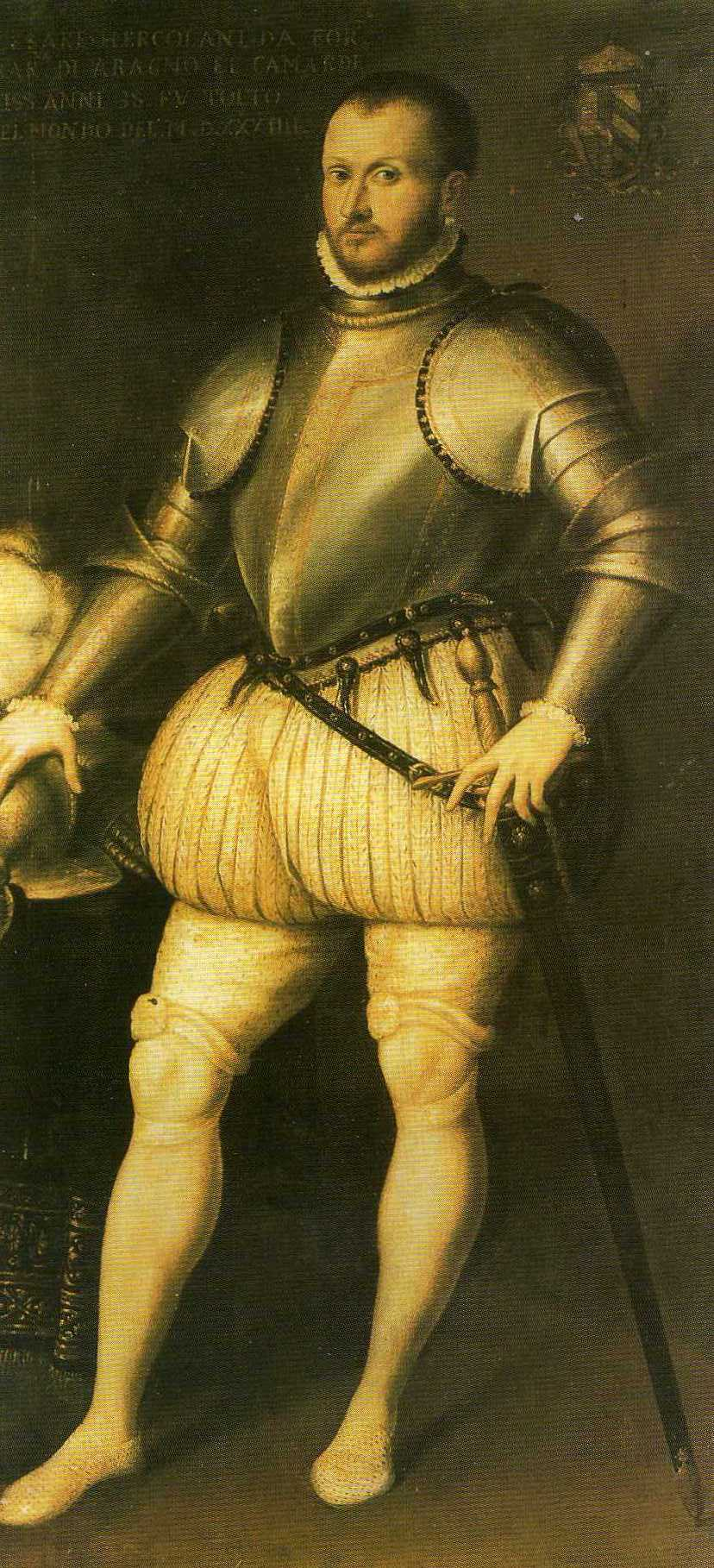
Cesare Hercolani

I cavalieri francesi assieme al re si ritrovarono disorientati e circondati dalla cavalleria e dagli archibugieri nemici. In poco tempo la cavalleria francese fu annientata. Francesco I continuò a combattere strenuamente nonostante fosse stato appiedato da un'archibugiata dell'italiano Cesare Hercolani, che, per questo, ottenne il soprannome di Vincitore di Pavia, dato che la conclusione della sua azione fu la cattura del Re. Alla fine, avendo visto cadere uno alla volta i suoi cavalieri e comprendendo inutile ogni resistenza, cercò, anche lui, scampo nella fuga. L'unica via ancora libera era quella per Milano. Francesco I si diresse verso il muro settentrionale del parco Visconteo, forse per uscire da porta Mairolla e del Cantone delle Tre Miglia. Rimasto isolato e giunto nei pressi della cascina Repentita, gli fu ferito il cavallo. Trascinato a terra dalla caduta dell'animale, circondato da nemici, fu salvato dalla morte e catturato, presso la cascina Repentita, dal comandante Imperiale nonché viceré di Napoli Carlo di Lannoy.

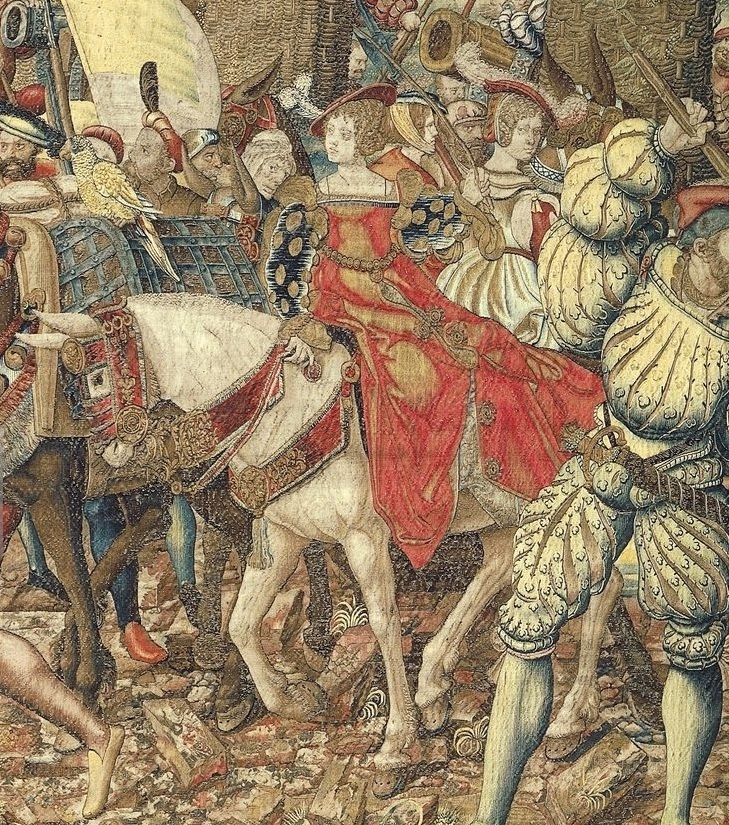
la fuga degli svizzeri, Arazzo, Museo Nazionale di Capodimonte.

Mentre la cavalleria francese veniva annientata sull'ala sinistra, al centro dello schieramento prima gli archibugieri imperiali abbatterono gli artiglieri francesi, riducendo al silenzio i cannoni nemici, poi i lanzichenecchi tedeschi dell'Impero combatterono una violenta e sanguinosa battaglia fratricida contro i 5000 mercenari tedeschi di Francesco I, le cosiddette "bande nere tedesche"; dopo un aspro combattimento i lanzichenecchi dell'esperto e aggressivo Georg von Frundsberg ebbero la meglio e distrussero gran parte dei mercenari del re di Francia a colpi di picca e di alabarda. Dopo la vittoria i lanzichenecchi avanzarono e misero in pericolo l'artiglieria francese che venne in parte travolta e catturata. Dopo aver distrutto i mercenari tedeschi al soldo del re di Francia, i lanzichenecchi avanzarono contro gli svizzeri del Fleuranges, ma, mentre costoro si stavano posizionando per il combattimento, il loro quadrato fu scompaginato dai superstiti cavalieri pesanti in fuga prima e dagli archibugieri e dalla cavalleria imperiale poi, tanto che si dettero alla fuga. Nel frattempo, le altre fanterie svizzere al soldo di Francesco I accampate presso i monasteri a sud-est della città stavano risalendo la Vernavola verso nord per entrare in azione, esse tuttavia furono a loro volta disorientate dalla vista della ritirata, oltre il Ticino, dei cavalieri pesanti di Carlo IV di Alençon, e poi attaccate dalla guarnigione di Pavia, che, al comando di Antonio De Leyva, uscita dalle mura, non solo aveva sbaragliato le bande nere italiane (prive del loro comandante, dato che Giovanni dalle Bande Nere era stato ferito alla gamba destra da un colpo d'archibugio il 20 febbraio durante una scaramuccia sotto le mura di Pavia), ma puntava ora contro le ultime formazioni di fanteria svizzera al soldo dei francesi. Circondati, gli svizzeri si diedero alla fuga, cercando disperatamente di raggiungere il ponte di barche gettato sul Ticino a valle di Pavia forse presso la chiesa di San Lazzaro, dove erano transitati i cavalieri di Carlo IV di Alençon. Li attendeva però un'orribile sorpresa: il ponte, dopo il passaggio dei cavalieri francesi era stato da questi ultimi distrutto. Inseguiti dai nemici che non concedevano quartiere, molti svizzeri si gettarono nel Ticino, e annegarono, altri cercarono di arrendersi ma, almeno all'inizio, furono trucidati sul posto.
La battaglia si concluse sul fare della mattina del 24 febbraio. Il re francese venne imprigionato in Lombardia (Pizzighettone) e poi trasferito in Spagna (Madrid), mentre sul campo si contavano circa 5000 soldati francesi caduti.

## Conseguenze della sconfitta francese

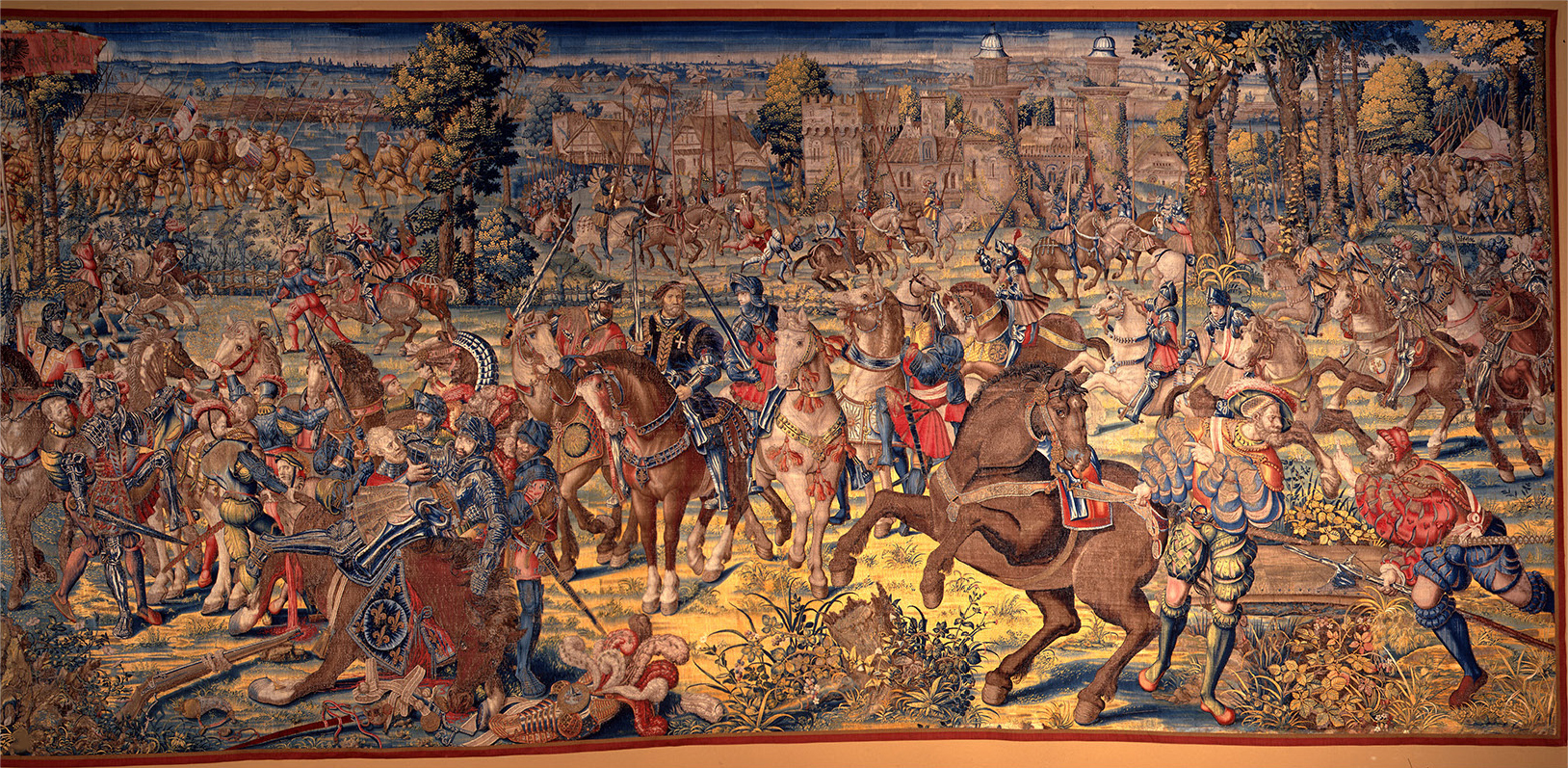
Cattura di Francesco I. Arazzo di William Dermoyen, conservato al Museo Nazionale di Capodimonte.

La rotta fu completa. I francesi persero circa 10000 uomini (alcune fonti danno cifre anche superiori) gran parte dei quadri dell'esercito, tutti membri delle principali famiglie aristocratiche del regno di Francia, tra i quali Guillaume Gouffier de Bonnivet, Jacques de La Palice, Louis de la Trémoille, Francesco di Lorena, Pietro II di Rohan Gié, Thomas de Foix-Lescun, Renato di Savoia-Villars, Richard de la Pole (ultimo membro del casato degli York e pretendente al trono d'Inghilterra) e Galeazzo Sanseverino, che rimasero uccisi nello scontro. Le sorti della battaglia furono segnate a favore degli imperiali dall'azione degli archibugieri spagnoli, tedeschi, e italiani del marchese di Pescara. Il merito della cattura del re di Francia venne attribuito, anche con diplomi di Carlo V, a diversi esponenti dell'esercito imperiale:
- Il fiammingo Carlo di Lannoy, capitano dell'esercito imperiale: in base a tale versione famosa della cattura di Francesco I, egli avrebbe scambiato la propria spada con quella del re dopo essersi inchinato verso di lui per rispetto[29]
- Tre soldati spagnoli: Diego D'Avila, Juan de Urbieta e Alonso Pita da Veiga.[30][31]
- Un gruppo imprecisato di tedeschi che avrebbero risparmiato la vita del re su sua richiesta[32]
- L'austriaco Nicola di Salm
- L'italiano Cesare Hercolani
- Due francesi a servizio del Duca di Borbone che avrebbero convinto a parole Francesco I ad arrendersi (questi si sarebbe rifiutato di arrendersi al rinnegato Borbone e si sarebbe fatto consegnare a Lannoy)

Il re francese, dopo la cattura secondo la tradizione fu inizialmente rinchiuso in un cascinale, poco distante da S. Genesio, la cascina Repentita, a due km a nord di Mirabello. Un'iscrizione sul muro esterno della cascina ricorda l'episodio. Certamente il prigioniero regale venne poi trasferito nella vicina torre di Pizzighettone, come ricorda il Guicciardini, e lì rimase mentre veniva negoziato il trattato di Roma.
Successivamente fu imbarcato a Villafranca vicino a Nizza alla volta della Spagna, dove restò un anno detenuto in attesa del versamento di un riscatto da parte della Francia e della firma di un trattato in cui si impegnò ad abbandonare le sue rivendicazioni sull'Artois, la Borgogna e le Fiandre, oltre a rinunciare alle sue pretese sull'Italia.
Nella battaglia fu sconfitto dalle truppe imperiali anche Federico Gonzaga, signore di Bozzolo, fatto prigioniero e rinchiuso nel castello della città. Riuscì, comunque, a evadere rifugiandosi presso il duca di Milano. In particolare, la sconfitta francese, mutò nelle classi dirigenti degli stati italiani la percezione che avevano di Carlo V.

## Iconografia
Considerata la rilevanza della battaglia e la vasta eco che suscitò la cattura del re di Francia, il fatto d'arme fu oggetto di numerose stampe e quadri, spesso purtroppo imprecisi o di fantasia, non avendo i loro autori mai visto Pavia e il Parco Visconteo, nel quale essa si svolse.
- Tra le opere più significative, ricordiamo il ciclo dei sette arazzi fiamminghi fabbricati a Bruxelles su cartoni di van Orley e donati nel 1530 all'imperatore Carlo V. Oggi conservati a Napoli presso il Museo di Capodimonte, essi illustrano le varie fasi della battaglia di Pavia. Lungo la bordura di due dei sette arazzi è stata apposta la sigla dell’arazziere, William Dermoyen[35]. Le opere sono state restaurate nel 1994 grazie al contributo di Marella e Giovanni Agnelli.

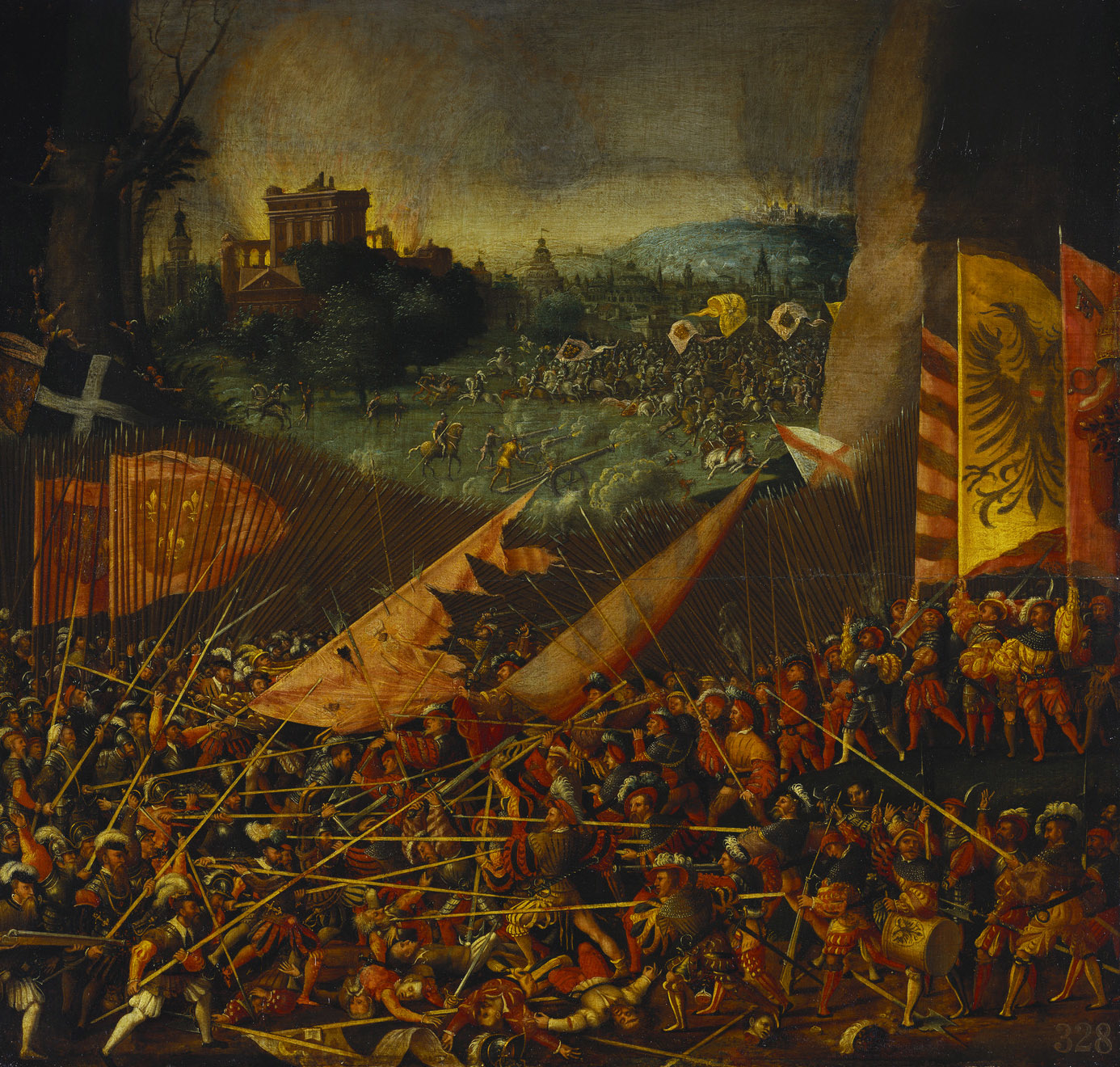
Anonimo Tedesco, Battaglia di Pavia, Hampton Court

- Anonimo Tedesco, Battaglia di Pavia, Hampton CourtJoachim Patinir, Battaglia di Pavia (Schlacht bei Pavia)[36], dipinto dal pittore fiammingo nel 1515 (31x41 cm), è conservato al Kunsthistorisches Museum di Vienna.
- Ruprecht Heller dipinse La battaglia di Pavia (Slag van Pavia) nel 1529. Il dipinto a olio (115x128 cm)[37] è conservato nel Museo nazionale di Stoccolma.
- Quadro a olio su legno di artista anonimo fiammingo (117–220 cm), databile tra il 1525 e il 1530, The battle of Pavia, conservato presso l'Ashmolean Museum di Oxford. de
- Quadro ad olio su legno, molto simile al precedente, conservato presso il Royal Armouries Museum di Leeds (UK)
- Quadro a olio (114.3 x 171.5 cm)[38] di autore fiammingo (Jan Vermeyen?) del XVI secolo, conservato nel Birmingham Museum of Art di Birmingham in Alabama (USA).
- Dipinto anonimo, appartenente alle collezioni reali inglesi e conservato ad Hampton Court, che rappresenta un combattimento tra lanzichenecchi imperiali e fanti francesi, che ha per sfondo una città fantastica che potrebbe essere Pavia.
- La pinacoteca Malaspina nei Musei civici del castello di Pavia ospita una tela a olio di Gherardo Poli (Firenze 1676 - Pisa 1739), La battaglia di Pavia (84x128 cm)[39]. In primo piano è dipinto il re francese è prossimo alla cattura, dopo esser stato disarcionato dal cavallo, e sullo sfondo si vede una rappresentazione della Pavia cinquecentesca con alcuni evidenti errori: il Castello mostra le distruzioni della sua ala settentrionale, che in realtà è stata distrutta due anni dopo, nel 1527, dai Francesi la cella campanaria sulla torre civica a fianco al duomo che fu realizzata in realtà nel 1583 dall’architetto Pellegrino Tibaldi.

Il parco Visconteo all'interno del quale si svolse la battaglia.

Seppur non direttamente legati alla battaglia di Pavia rivestono particolare rilievo due affreschi, attribuiti Bernardino Lanzani collocati nella prima campata della navata sinistra, dietro il battistero, della chiesa di San Teodoro a Pavia. I due dipinti rappresentano, con dovizie di particolari, due immagini di Pavia e della vita che in essa si svolgeva, praticamente coevi alla battaglia.

## La spada e lo stendardo di Francesco I
Terminata la battaglia, il colonnello spagnolo Juan de Aldana prelevò dalla tenda di Francesco I una spada, un pugnale guarnito d'argento decorato all'antica, una collana dell'ordine di San Michele e un Libro d'Ore dell'Ufficio della Vergine. La spada, forse di manifattura italiana, fu poi donata a Filippo II di Spagna dal figlio dell'Aldana nel 1585 in cambio di una pensione e deposta nell'Armeria Reale. Nel 1808, quando i francesi invasero la Spagna, Napoleone ordinò a Murat di recuperare la spada e di riportala in Francia, l'arma giunse così a Parigi e fu conservata nel gabinetto di Napoleone alle Tuileries fino al 1815, quando, caduto Napoleone, venne portata nel Musée de l'Armée di Parigi. Ma la spada non fu l'unico bottino fatto dagli spagnoli: un altro comandante asburgico, don Juan Lopez Quixada catturò lo stendardo, tessuto in seta, del sovrano francese. Lo stendardo andò in seguito perduto ma la ricca scatola che lo conteneva è conservata presso i Musei Reali dell'Arte e della Storia di Bruxelles.

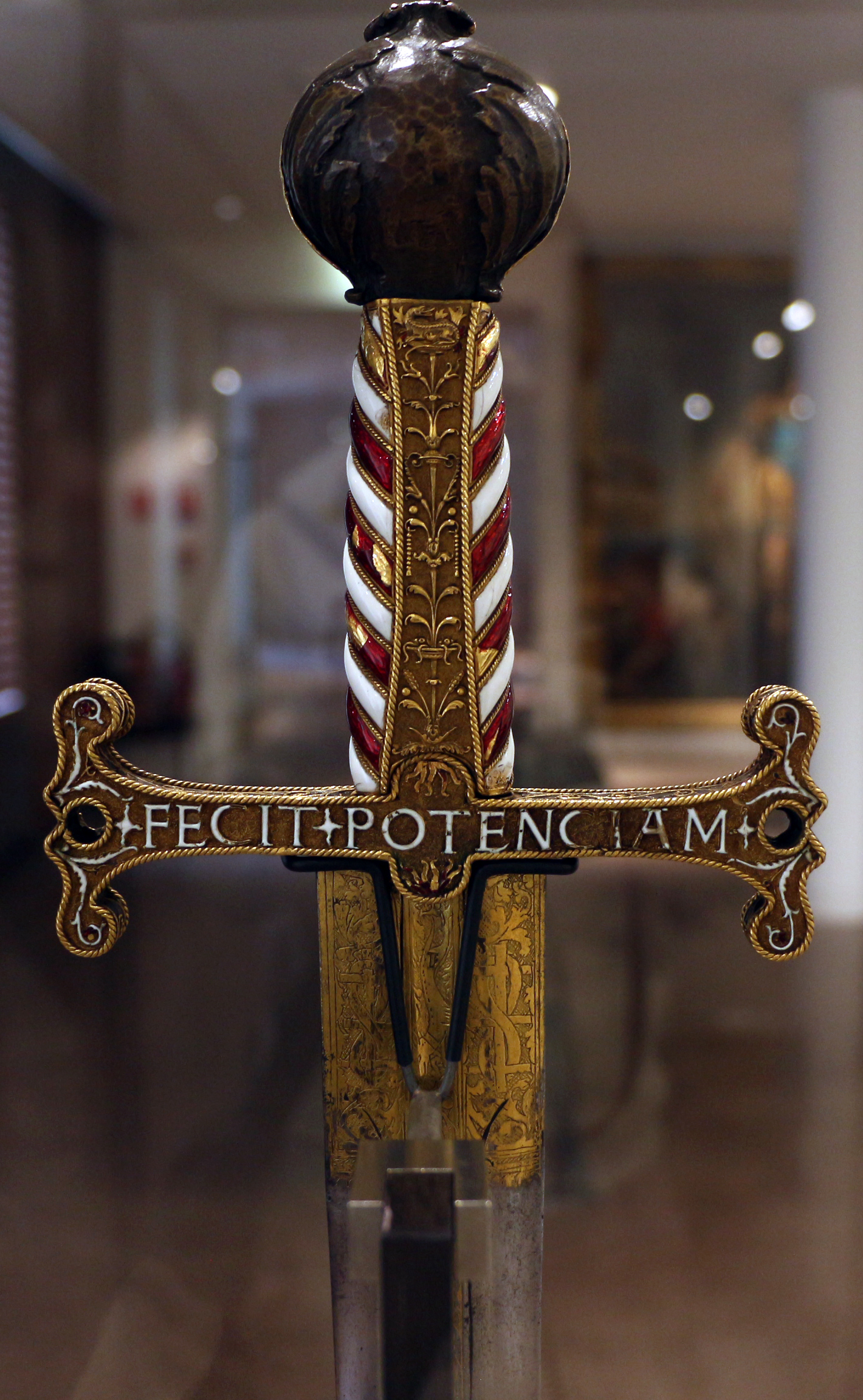
La spada di Francesco I, Parigi, Musée de l'Armée
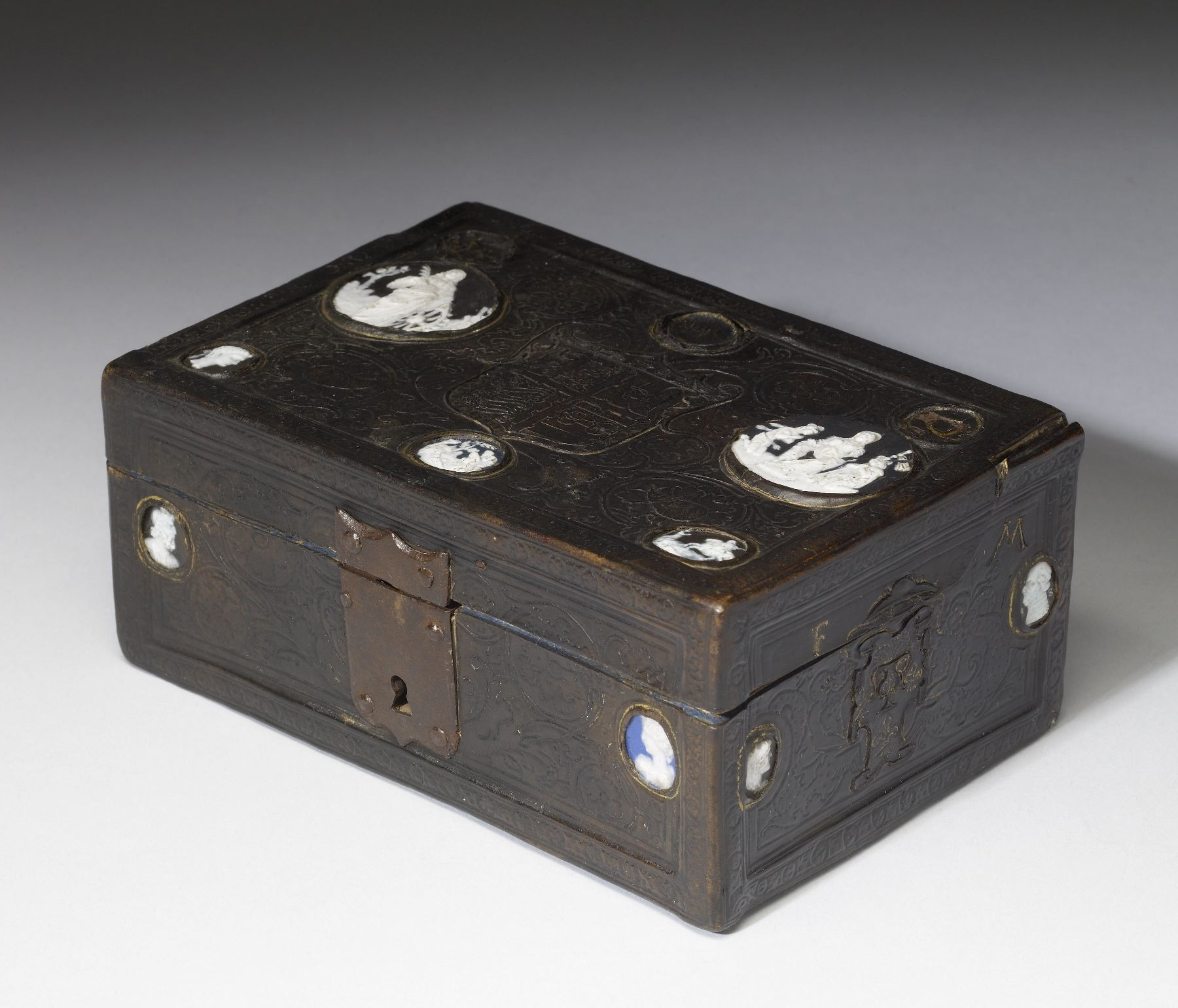
La scatola che conteneva lo stendardo di Francesco I, Bruxelles, Musei reali dell'Arte e della Storia.

## Tracce della battaglia

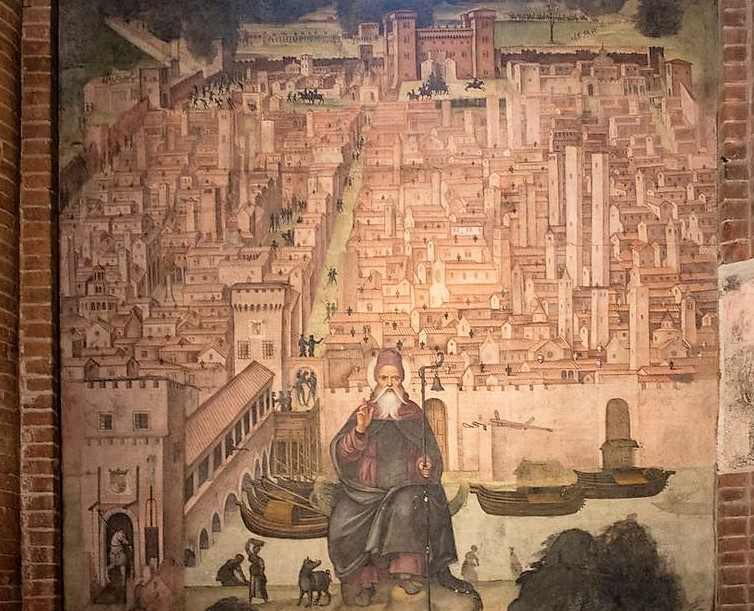
Pavia, chiesa di San Teodoro, affresco raffigurante la città nel 1522.

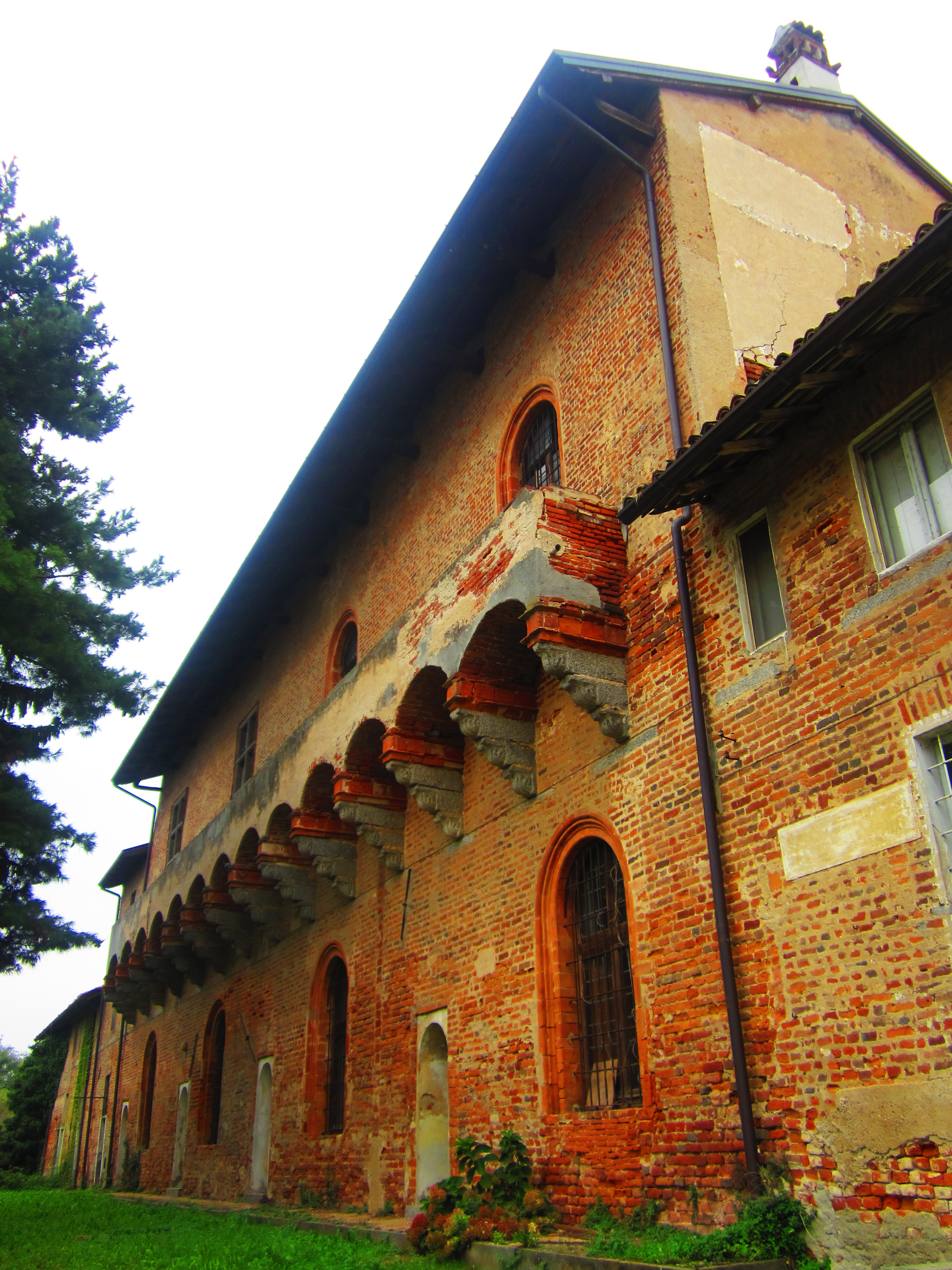
Il castello di Mirabello

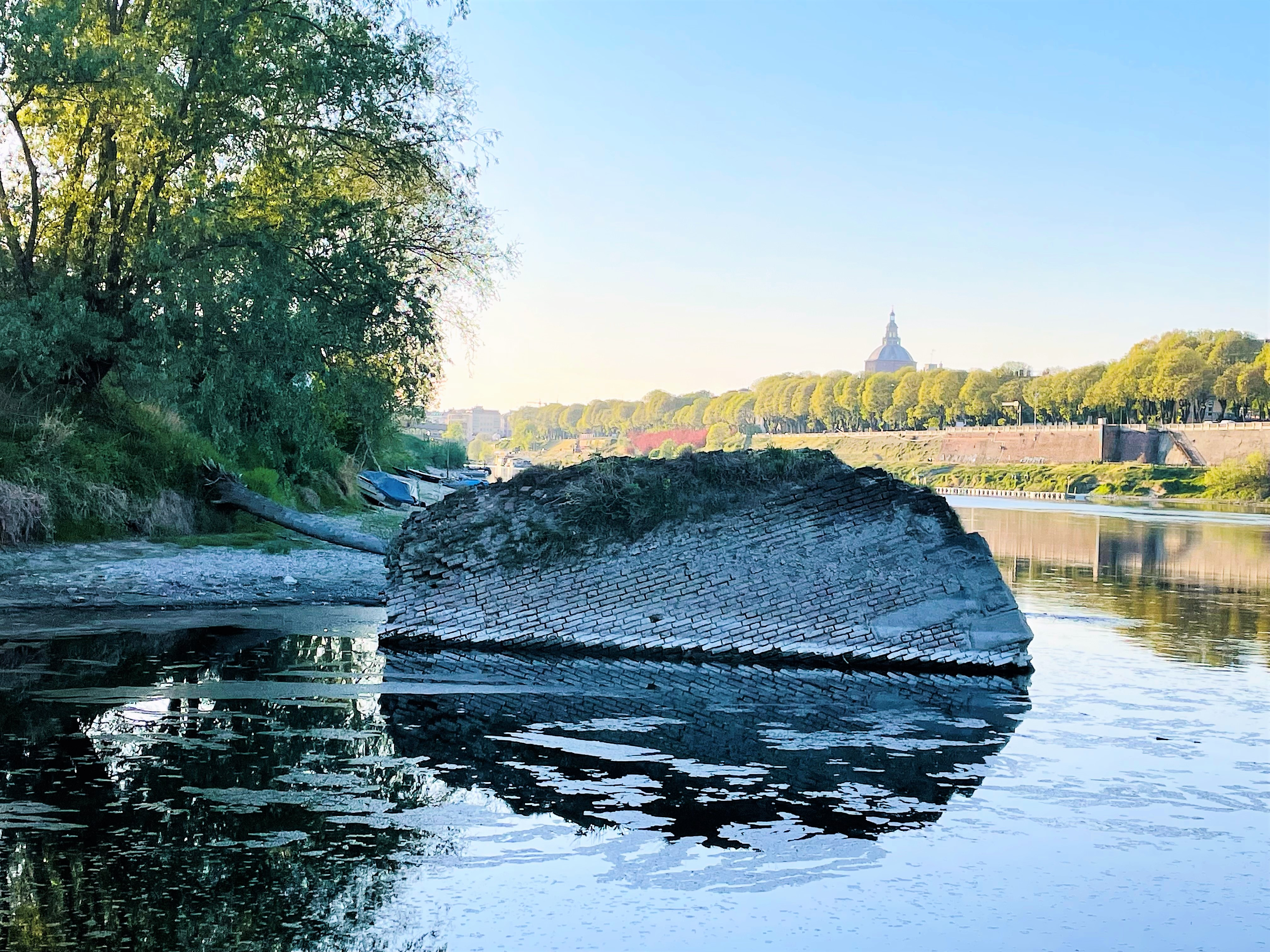
I resti della torre del Catenone (via Milazzo), che un tempo difendeva la darsena di Pavia e che fu distrutta dalle artiglierie francesi durante le fasi iniziali dell'assedio.

Gran parte della battaglia si svolse all’interno dell’immensa riserva di caccia dei duchi di Milano, il parco Visconteo, che si estendeva per oltre 2200 ettari. Il parco Visconteo non esiste più, gran parte dei suoi boschi furono tagliati tra Cinque e Seicento per fare spazio alle colture, tuttavia sopravvivono tre riserve naturali che a pieno titolo possono essere considerate le eredi del parco, esse sono la garzaia della Carola, quella di Porta Chiossa e il parco della Vernavola, che coprono una superficie di 148 ettari. In particolare, alcuni degli episodi più importanti della battaglia si svolsero all’interno del parco della Vernavola, che si estende a sud-ovest del castello di Mirabello. Nei pressi del parco, nel 2015, durante alcuni lavori agricoli furono rinvenuti due palle di cannone, probabilmente sparate dalle artiglierie francesi. Seppur in parte mutilato nel corso del Sette e dell’Ottocento, quando fu trasformato in un’azienda agricola, il castello di Mirabello, un tempo sede del capitano ducale del Parco, ancor oggi si erge a poca distanza dalla Vernavola e conserva al suo interno alcuni curiosi elementi decorativi (camini, affreschi e finestre) non ancora adeguatamente restaurati e studiati, in stile tardo gotico francese, aggiunti alla struttura di età sforzesca durante la prima dominazione francese del ducato di Milano (1500- 1513). A circa due chilometri più a nord, lungo la strada Cantone Tre Miglia, si trova la cascina Repentita, dove Francesco I venne catturato e, secondo la tradizione, fu ospitato. Il complesso conserva ancora parti della muratura quattrocentesca e un'iscrizione posta sul muro esterno ricorda l'evento. Nel vicino comune di San Genesio ed Uniti (dove presso la cascina Ca’ de’ Passeri è esposta una mostra iconografica permanente sulla battaglia) in via Porta Pescarina vi sono alcuni della resti della porta del parco presso la quale, nella notte tra il 23 e il 24 febbraio del 1525, gli imperiali praticarono le tre brecce che diedero inizio alla battaglia. Meno evidenti sono le tracce della battaglia a Pavia: la cinta muraria di età comunale, che difese la città durante l’assedio, fu sostituita, intorno alla metà del Cinquecento, da robusti bastioni, in parte conservati. Si conservano invece, oltre al castello Visconteo (dove si trova la lastra tombale di Eitel Friedrich III, conte di Hohenzollern, capitano dei lanzichenecchi morto nella battaglia), due porte della primitiva cinta urbana, porta Nuova e porta Calcinara, mentre, nel borgo oltre il ponte Coperto, alla fine di via Milazzo, si trovano sulla riva del Ticino i resti della torre del Catenone, che un tempo difendeva la darsena ducale di Pavia e che fu distrutta dalle artiglierie francesi nelle fasi iniziali dell’assedio. La periferia orientale di Pavia ospita alcuni degli enti ecclesiastici (alcuni dei quali ora sono sconsacrati) che ospitarono i mercenari svizzeri e tedeschi di Francesco I, come il monastero dei Santi Spirito e Gallo, quello di San Giacomo della Vernavola, quello di San Pietro in Verzolo e la chiesa di San Lazzaro, mentre in quella occidentale si trova la chiesa di San Lanfranco (dove s’acquartierò Francesco I) e la basilica del Santissimo Salvatore. Nella chiesa di San Teodoro si trova un grande affresco che raffigura la città durante l’assedio del 1522, in esso, con una certa dovizia di dettagli, è raffigurata Pavia, e i suoi dintorni, esattamente come dovevano apparire al momento della battaglia. Ma reperti della battaglia si conservano anche in altre località: nell'Armeria Reale di Torino è custodita un'armatura (catalogata come B19) donata dall'Ospedale di Vercelli a Carlo Alberto nel 1834, essa è composta da pezzi risalenti ai primi decenni del XVI secolo, anche se alcune sue parti sono datate al 1460. L'armatura è opera di maestri milanesi e apparteneva a un misterioso cavaliere che morì a Vercelli per le ferite subite durante la battaglia.

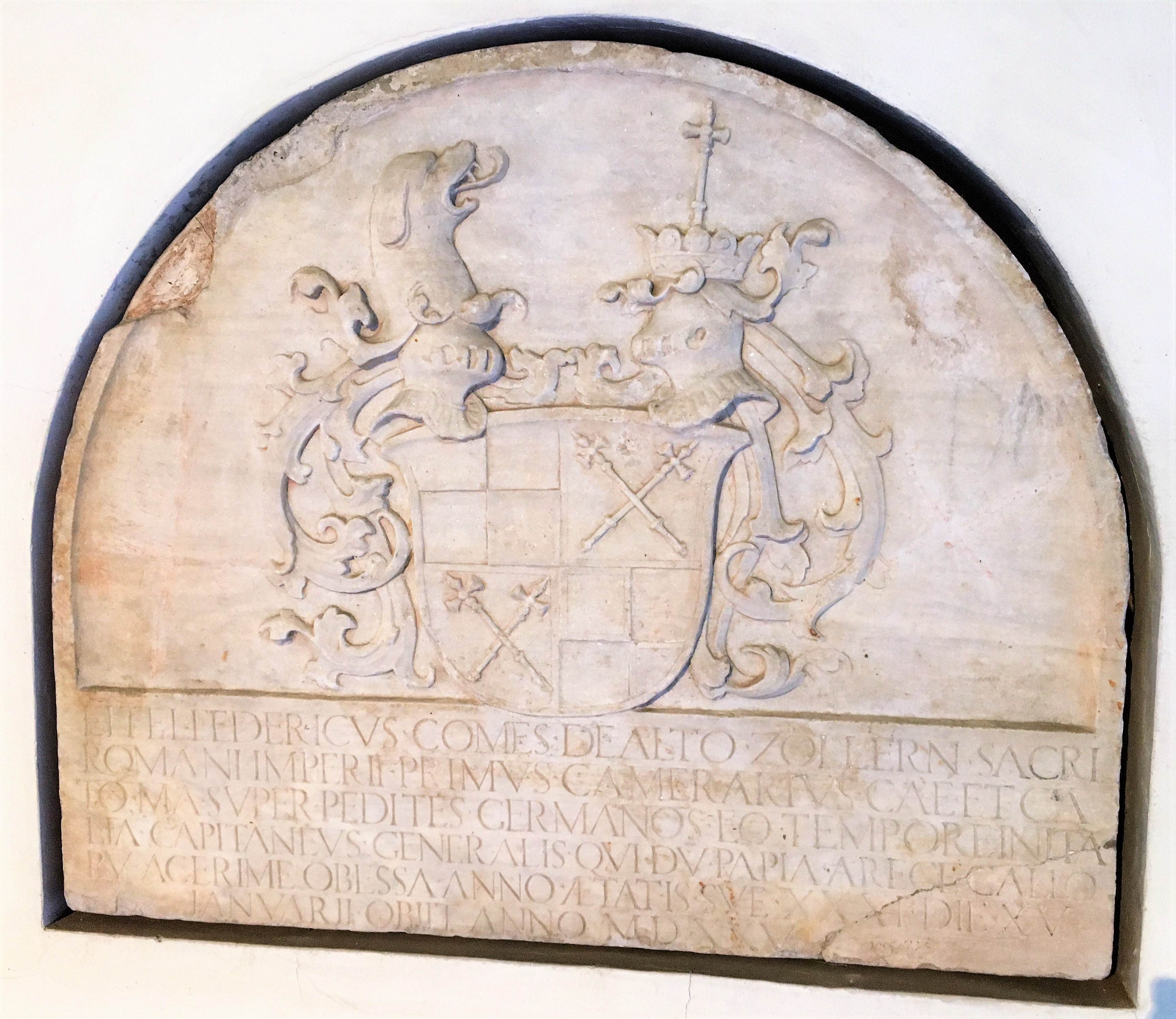
Lastra tombale di Eitel Friedrich III, conte di Hohenzollern, capitano dei lanzichenecchi morto nella battaglia, dalla basilica di San Pietro in Ciel d'Oro, Pavia, musei Civici.

## Leggenda
Alla battaglia di Pavia è legata, secondo la leggenda, la nascita della "Zuppa alla pavese". Si racconta, infatti, che Francesco I, fatto prigioniero dai soldati spagnoli dopo la sconfitta del suo esercito, venne portato da coloro che lo avevano catturato all'interno della cascina Repentita (tuttora esistente), per medicare le leggere ferite che aveva ricevuto nel combattimento e ristorarsi con un po' di cibo. La contadina del luogo, sempre secondo la leggenda, aveva in quel momento a disposizione solo del brodo di carne, del pane secco ed alcune uova. Mise allora il pane nel brodo bollente ed aggiunse le uova, servendo al sovrano prigioniero un piatto semplice ma gustoso, che è arrivato fino ai nostri giorni.